# Invicta (azienda)

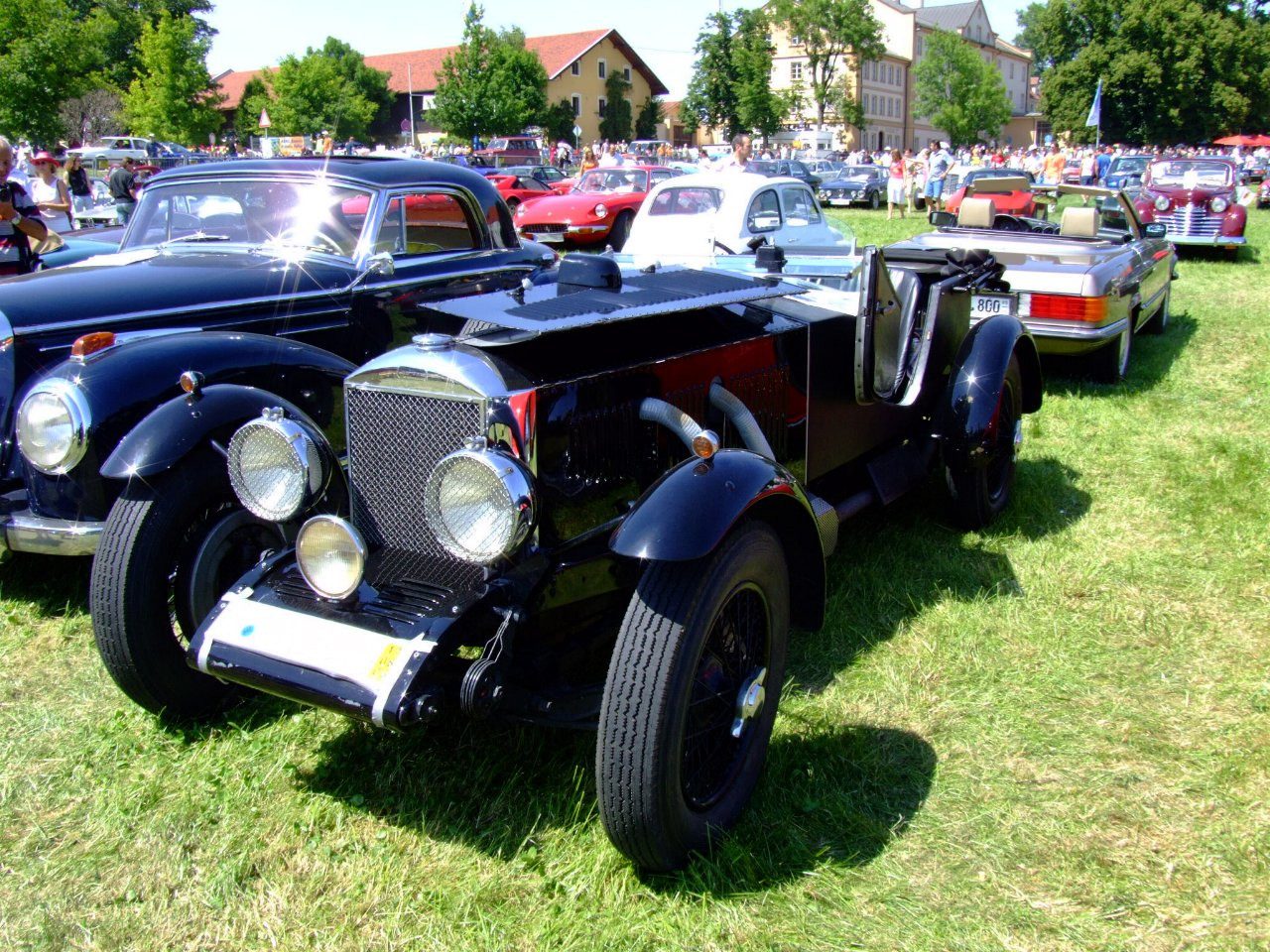
Un’Invicta 4½ litre tipo A del 1930

L’Invicta è stata una casa automobilistica britannica attiva in diversi periodi. Inizialmente, l'azienda aveva sede a Cobham, in Inghilterra, tra il 1925 ed il 1933, e quindi a Chelsea, Londra, tra il 1933 ed il 1938, ed infine a Virginia Water, sempre in Inghilterra, tra il 1946 ed il 1950. Recentemente, il marchio è stato ripreso per un modello sportivo, l'Invicta S1.

## Le origini ed i modelli degli anni trenta
La compagnia fu fondata da Noel Macklin, che ebbe un'esperienza precedente nella fabbricazione di automobili con le aziende Eric-Campbell e Silver Hawk.
Quando diede origine all'Invicta, il finanziatore dell'impresa era Oliver Lyle della Tate & Lyle, ed il sito produttivo era nell'officina di Macklin, situata sulla strada principale di Cobham, che collegava Londra con Portsmouth.
Le vetture erano progettate per combinare flessibilità e prestazioni sportive. Con l'assistenza di William Watson, il meccanico che coadiuvò Macklin durante il periodo in cui si concentrò sulle competizioni prima della prima guerra mondiale, fu preparato un prototipo che fu costruito su telaio Bayliss-Thomas con un motore Coventry Climax.
Nel 1925 fu fabbricato il primo veicolo di produzione, la 2½ litre, che utilizzava propulsori a sei cilindri in linea Meadows a valvole in testa, cambio a quattro rapporti ed un telaio con sospensioni a balestra semi-ellittica. Il prezzo era 595 sterline. Erano disponibili tre telai di lunghezza differente, più precisamente di 2840 mm, 3000 mm e 3048 mm. Come la richiesta di queste vetture crebbe, molto del lavoro fu appaltato a Lenaerts e Dolphens di Barnes, ma l'assemblaggio finale rimase a Cobham. 
Nel 1926 fu lanciato un nuovo modello, la 3 Litre, con conseguente aumento della cilindrata. Quando la produzione del veicolo terminò nel 1929, ne furono costruiti 200 esemplari.
Un più grande motore, ancora di Meadows, fu utilizzato nel progetto di William Watson per il modello successivo, la 4½ litre (1928). Era disponibile con differenti di telai, che si diversificavano dalla lunghezza, più precisamente 2997 mm (la SSC) e 3200 mm (LC), e dall'altezza, denominati Tipo A (il più alto) e Tipo B. Fino al 1934, anno di fine produzione, ne furono costruiti 500 esemplari, nonostante il prezzo relativamente alto. Ad esempio, la versione di lusso con passo lungo (la NLC) costava oltre 1800 sterline.

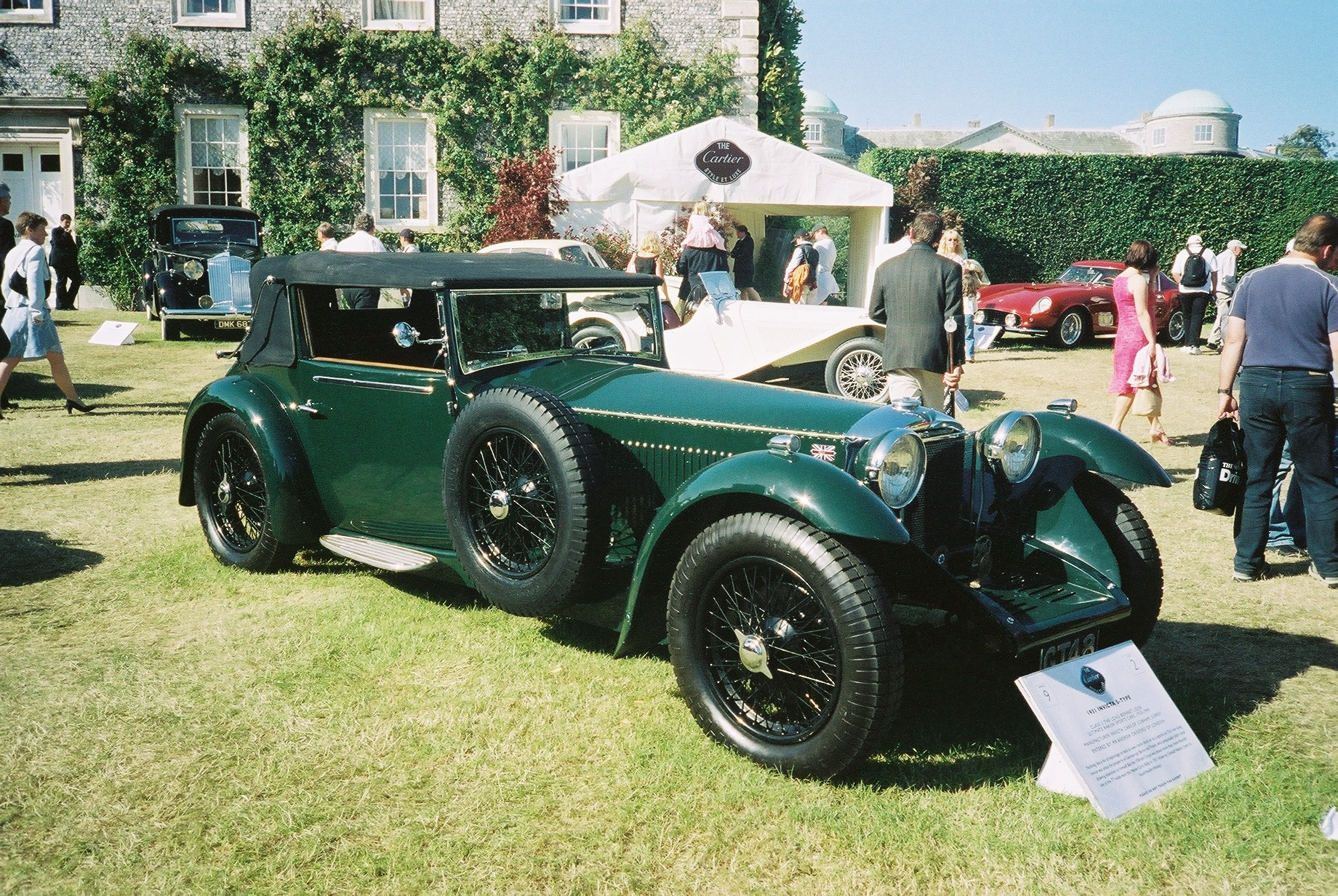
Un’Invicta 4½ litre Tipo S del 1931

Nel 1930 fu lanciata al Salone dell'automobile di Londra una variante della 4½ litre, la Tipo S. Usava ancora lo stesso propulsore di Meadows ma con un più basso telaio, e raggiungeva una velocità massima di 160 km/h.
Nel 1932 fu annunciata la 12/45 Tipo L, che aveva un motore a sei cilindri in linea da 1½ litri di cilindrata, ed un albero a camme in testa che derivava da quello installato dalla casa motociclistica Blackburne. Con il suo passo di 3000 mm era un modello piuttosto grande, e quindi troppo pesante per la potenza disponibile erogata dal propulsore (che era di 45 bhp, da cui la cifra nel nome), a cui era associato un rapporto di compressione di 6:1. Era disponibile un cambio con il preselettore di velocità come optional, ed il corpo vettura era della Carbodies.
Nel 1933 fu lanciata sul mercato la 12/90. Il motore sovralimentato portò la potenza da 45 bhp a 90 bhp. Ne furono costruiti pochi esemplari, e la 12/100 con doppio albero a camme in testa fu progettata ma non andò mai oltre la realizzazione del prototipo.

### Le competizioni
Furono conquistati anche successi sportivi, con Invicta guidate da Violette Cordery, che era cognata di Noel Macklin. Si aggiudicò per due volte il Dewar Trophy, per l'affidabilità della vettura dimostrata nel 1926 guidando per 8000 km all'autodromo di Linas-Montlhéry e nel 1929 conducendo il veicolo per 48000 km al circuito di Brooklands. Nel 1931 Sammy Davis ebbe uno spettacolare incidente su una 4½ litre Tipo S a Brooklands. Donald Healey nel 1930 conquistò una vittoria di categoria nel rally di Monte Carlo, mentre l'anno successivo si aggiudicò il primo posto in assoluto su una Invicta Stavanger.

### La fine della produzione
La fine della produzione sembrava essere cessata nel 1935. Noel Macklin abbandonò l'azienda per fondare la Railton, che utilizzava le fabbriche di Cobham, dopo che le linee produttive dell'Invicta furono trasferite a Chelsea nel 1933. Ci fu poi un tentativo di risollevare l'azienda con l'utilizzo di componenti Delage e Darracq, ma fallì. La produzione terminò definitivamente nel 1938.

## Il ritorno del marchio Invicta negli anni quaranta

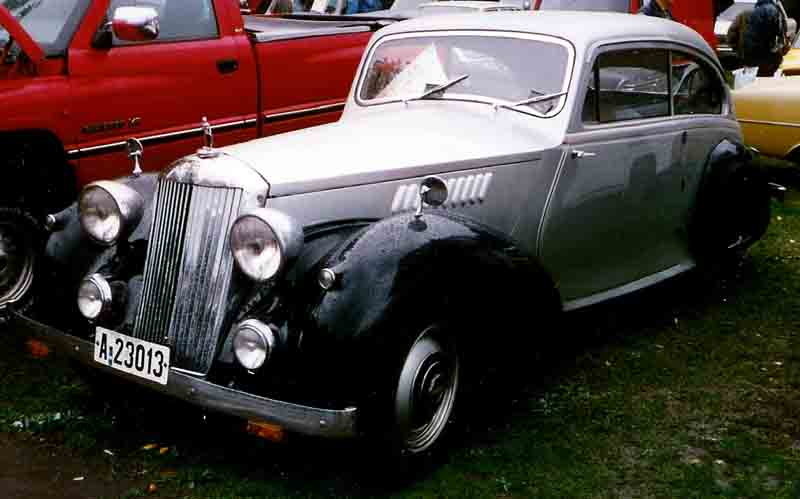
L’Invicta Black Prince

La compagnia fu rifondata nel 1946 per produrre a Virginia Water la Black Prince. Furono ancora utilizzati i motori Meadows a sei cilindri di 3 litri di cilindrata, con un doppio albero a camme in testa ed eroganti 120 bhp di potenza. La vettura era estremamente complessa e molto costosa; aveva ad esempio i rapporti del cambio variabili idrocinetici tipo Brockhouse e le sospensioni indipendenti con barre di torsione. Ne furono costruiti 16 esemplari. La nuova compagnia cessò la produzione nel 1950 quando fu acquistata dalla Frazer Nash.

## La Invicta nel XXI secolo
All'inizio del XXI secolo il marchio è rinato nuovamente, producendo la Invicta S1 nella fabbrica di Chippenham, in Inghilterra. La vettura è mossa da un motore da 4,6 o da 5 litri di cilindrata di derivazione Ford che eroga 600 bhp e permette al veicolo di raggiungere i 322 km/h. Il corpo vettura è in fibra di carbonio. Il prezzo di vendita iniziale era di 106.000 sterline, poi lievitato a 160.000 sterline.
Monta freni a disco ventilati, ha il freno di stazionamento con sistema indipendente prodotto dalla Brembo, possiede ammortizzatori completamente regolabili con doppi bracci trasversali ed un differenziale a scorrimento limitato (questi ultimi derivati dalle competizioni), ha il bilanciamento del peso perfettamente ripartito sull'avantreno e sul retrotreno, un telaio tubolare ed un apparato roll-bar. Nel marzo del 2012 l'azienda, che nel frattempo aveva assunto il nome di Westpoint Car Company, fu messa in liquidazione dalla corte della contea di Bath a causa dei debiti insoluti e la produzione cessò definitivamente.

## Modelli principali
| Modello          | Anni      | Cilindri   | Cilindrata | Potenza          | @ giri al minuto | Passo        |
| ---------------- | --------- | ---------- | ---------- | ---------------- | ---------------- | ------------ |
| 2 ½ litre        | 1925–1926 | 6 cilindri | 2692 cm³   |                  |                  | 2845 mm      |
| 3 litre          | 1926–1929 | 6 Cilindri | 2972 cm³   | 95 bhp (70 kW)   | 4000 min−1       | 2845–3048 mm |
| 4 ½ litre        | 1928–1934 | 6 Cilindri | 4467 cm³   | 110 bhp (81 kW)  | 3200 min−1       | 2997–3200 mm |
| 4 ½ litre Tipo S | 1931–1935 | 6 Cilindri | 4467 cm³   | 110 bhp (81 kW)  | 3200 min−1       |              |
| 31 hp            | ?         | 6 Cilindri | 4962 cm³   | 195 bhp (143 kW) | 3600 min−1       |              |
| 12/45 hp         | 1932–1933 | 6 Cilindri | 1498 cm³   | 45 bhp (33 kW)   |                  |              |
| 12/90 hp         | 1932–1933 | 6 Cilindri | 1498 cm³   | 90 bhp (66 kW)   | 5000 min−1       | 2997 mm      |
| 12/100 hp        | 1933      | 6 Cilindri | 1498 cm³   | 100 bhp (74 kW)  | 5000 min−1       | 2845 mm      |
| 14/120 hp        | 1933–1936 | 6 Cilindri | 1660 cm³   | 120 bhp (88 kW)  |                  | 2845 mm      |
| 2 ½ litre        | 1937-1938 | 6 Cilindri | 2696 cm³   | 75 bhp (55 kW)   | 4200 min−1       | 2946–3200 mm |
| 3 litre          | 1937      | 6 Cilindri |            |                  |                  | 2946–3200 mm |
| 4 litre          | 1937      | 6 Cilindri | 3988 cm³   | 140 bhp (103 kW) | 4200 min−1       | 2946–3200 mm |
| Black Prince     | 1946–1950 | 6 Cilindri | 2988 cm³   | 120 bhp (88 kW)  | 4600 min−1       | 3048 mm      |
| S1               | 2004–     | V8         | 5000 cm³   | 600 bhp (441 kW) |                  |              |